# ویلیام نیکلسون
ویلیام نیکلسون (انگلیسی: William Nicholson، زاده ۱۲ ژانویه ۱۹۴۸) یک فیلم‌نامه‌نویس، نمایش‌نامه‌نویس و رمان‌نویس بریتانیایی است.
او دو بار نامزد دریافت جایزه اسکار شده‌است. نمایشنامه‌ی "بحران" وی توسط انتشارات آبان به ترجمه مهدی موسوی و هانیه رجبی به چاپ رسیده است.